# Raquel Urtasun
Raquel Urtasun exerceix com a professora a la Universitat de Toronto, on ocupa una càtedra de recerca en aprenentatge automàtic i visió per computadora al Departament de Ciències de la Computació. Mitjançant la intel·ligència artificial, i especialment tècniques d’aprenentatge profund, Urtasun treballa per tal que els vehicles i altres màquines percebin i interpretin el món de manera més precisa i eficient. El maig de 2017, Uber la va contractar per dirigir des de Toronto un equip de recerca dedicat al seu programa de vehicles autònoms.

## Educació
Es va graduar a la Universitat Pública de Navarra l'any 2000 i, posteriorment, va obtenir el doctorat en el departament de Ciències de la Computació de l’Escola Politècnica Federal de Lausana (EPFL). Tot seguit, va dur a terme estades postdoctorals al MIT i a la Universitat de Califòrnia a Berkeley.

## Carrera
L'àmbit de recerca de Raquel Urtasun se centra en la percepció de les màquines per a vehicles autònoms. Aquest treball implica integrar aprenentatge automàtic, visió per computadora, robòtica i teledetecció. Abans d'ocupar la seva posició actual a la Universitat de Toronto, va treballar com a professora assistent a l’Institut Tecnològic de Toyota a Chicago (TTIC) i, el 2010, va ser professora visitant a la Universitat Pública de Zúric (ETH Zürich).
A Uber, Urtasun encapçala un grup de recerca en el Grup de Tecnologies Avançades d'Uber. L'empresa va incorporar dotzenes d'investigadors i va signar un compromís multimilionari de diversos anys amb l'Institut Vector de Toronto, del qual Urtasun és cofundadora. Habitualment dedica una dia de la setmana a treballar per a la Universitat de Toronto i els quatre restants a Uber. Urtasun va portar a vuit estudiants amb ella.
Va presidir el programa del CVPR 2018 i és editora de l’International Journal in Computer Vision (IJCV).
A és, també ha exercit com a coordinadora d'àrea de diverses conferències de Visió i aprenentatge automàtic, incloses NeurIPS, UAI, ICML, ICLR, CVPR i ECCV.

## Premis[calcitació]
Entre els premis d'Urtasun es troben:
- Una beca NSERC EWR Steacie Memorial
- Un premi NVIDIA Pioneers of AI
- Un premi al jove investigador del Ministeri d'Educació i Innovació.
- Ha rebut premis de recerca de la facultat tant d'Amazon com de Google, aquest últim en tres ocasions.